# エミル・クロニクル・オンライン
『エミル・クロニクル・オンライン』（Emil Chronicle Online 略称：ECO）は、ヘッドロック、ガンホー・オンライン・エンターテイメント、ブロッコリーの3社が開発したMMORPGPCオンラインゲーム。

## 概要
日本の三企業が国内で開発したPCオンラインゲームである。
企画発案はヘッドロック。ヘッドロックが開発中の本作品をブロッコリーに持ち込んだ縁で、ガンホーが運営を担当することに決まった。この三社が共同事業体「トリオ・ECO」として企画／開発／運営に当たる製作委員会スタイルを採るという制作発表であったが、2005年11月に発足からわずか半年足らずでこれを解散。現在はガンホーが管理／運営を担当、ヘッドロックが制作、ブロッコリーがキャラクター分野と関連グッズの販売を行うなど、各企業がそれぞれの得意分野に集中し、担当している。また、グローバルライセンス契約をラグナロクオンラインで知られる韓国のGRAVITYが担当し全世界へ展開することとなり、第一弾は韓国語ローカライズ版、第二弾はタイ語ローカライズ版、第三弾は香港版と発表が進んでいる。
2017年8月31日をもってサービスを終了した。

## 特徴
コンセプトは「ハートフルオンラインRPG」。その原点は「時間のない方も、女性も、いろんな人を受け入れる幅の広い王道のゲームを作ろう」というもの。MMORPGでは珍しく戦闘服のみならず普段着などの着せ替え要素もふんだんに盛り込まれており、アニメのような美しくかわいらしい3Dグラフィックキャラクターをはじめ、世界を形づくるものは「女性や子供が親しみやすい」「柔らかい雰囲気」「絵本のような可愛らしい世界観」を心がけて作られている。競争世界ではなく「遊ぶこと」が「癒されること」になる『ハートフル』な共生世界を目指した世界観、簡単・やさしい操作体制で、国産ならではのユーザの要望をダイレクトに受け止めた開発を行っている。
当初は月額課金制だったが後には基本プレイ料金は無料に変わり、新Saga（メジャーアップデートに相当）導入によるゲーム拡張時にも、追加料金の発生や対応パッケージの購入・アップグレードなどを必要としない（尚、2009年5月28日より基本料金が無料になった）。クライアントやそのアップデートを無料で提供するのは、国家の資金的なバックアップを持つ韓国産オンラインゲームの一般的なスタイルで、国産タイトルでは珍しいケースである。
その一方で、タイアップ商品やパッケージなどにゲーム内で装備・使用可能な限定アイテムを付録させたり、アイテムチケットやアイテムくじの販売などによって、いわゆる有料アイテム・課金アイテムも多数投入されており、月額課金時代は基本プレイ料金＋アイテム課金によるハイブリッド課金制も特徴のひとつと言えた。これは無料で提供している部分を埋め合わせるためのもの、と言う見方もできる。タイアップ商品に新世紀エヴァンゲリオン、攻殻機動隊、ひぐらしのなく頃にや最近ではしゅごキャラ!などとのコラボレートなどがあるただし、現時点ではこれらの有料・課金アイテムによってゲームの進行やキャラクターの性能などが強化されることはなく、いわばゲームに華を添える「お洒落アイテム」に徹して実装されている。2007年4月16日よりネットカフェ側の利用客が交流できる場所が欲しいとの要望で、ECO公認ネットカフェからのみ探索可能なダンジョンとその報酬が実装されている。
かつて毎週アップデートという、オンラインゲームでは異例の体制をとっていた本作であるが、これはトリオECOで組み立てた2006年度分までの開発計画をスケジュール通りに実装するため行われていたものである。開発ラインは一本のみで、本筋ではない枝葉の企画は運営側が動かしている。ユーザーからの要望に応えてゲームバランスに関わる調整が行われたが、これは開発側のスケジュールを酷く圧迫するものであり、視点開放MAPにいたっては開発費面でも予定外であった。SAGA4で計画していた内容を実装し終えた後は、実装の速さよりも質に重点を置いた開発体制に推移している。またクリスマスイベントなど、季節限定イベントの内容の大半が前年度の同イベントの使いまわしであることが多いが、これは季節イベントが毎年恒例に属するものであるため。
3Dグラフィックの割には軽快な動作も特徴の1つである。BOTなど不正行為に対する対応はガンホーによるとラグナロクオンラインと同等の取り締まりしかしていないと言うが、システム自体が新しいこともあってか不正行為に関してはログルートを辿り頻繁に取り締まりが行われている。BOTに対する耐性の強さの要因としては、企画段階から不正対策が構想に盛り込まれていたことが挙げられる。

## 稼働していたワールド
- ルピナス（サービス開始〜2017年8月31日）
- クローバー（サービス開始〜2017年8月31日）
- フリージア（サービス開始〜2017年8月31日）
- ジニア（2007年5月25日〜2017年8月31日）

全て花の名前が由来であり、「みんなで作ろうキャンペーン」と称されるユーザー投票で決定された。

## 世界設定
人為的に三つの平行世界が繋がってしまった世界で、舞台の中心となるエミル界は「高度なキカイ文明が戦乱の末滅びた」という歴史を持つ。エミル（人間）、タイタニア（天使）、ドミニオン（悪魔）、DEM、古き民、という5つの種族が共生しており、プレイヤーは古き民を除く4つの種族から選んでプレイすることができる。過去の様子はエミル・タイタニア・ドミニオンの3種族で新規プレイ時にオープニングイベントとして垣間見ることが可能。また、背負い魔・ネコマタを入手するクエストなどでも断片的に語られる。
Saga8以降はメインストーリーが用意されており、エミル、タイタニア、ドミニオンと機械種族DEMとの戦いが描かれている。

## 主なゲームシステム

### 経験値
敵を倒す、クエストをこなすことにより経験値を得ることができる。
（エミル、タイタニア、ドミニオンの場合）
経験値が一定の値に達し、経験値の表示バーが100%になるとレベルアップする。
（DEMの場合）
貯めた経験値を消費して、能力上げやスキルを習得できるチップを購入するのに使用する。経験値は残っている分が数値で表示される。

### レベル
（エミル・タイタニア・ドミニオンの場合）
レベルはベースレベルとジョブレベルに分かれており、敵やクエストによって偏りがある。ベースレベルはキャラクター固有のレベルである。ジョブレベルは職業ごとに設定されたレベルである。
（DEMの場合）
EP（Engage Point）を消費することにより、ベースレベルを上げることができる。DEMは職業に就くことができないため、ジョブレベルは存在しない（経験値は存在する）。
上限は、1次職と2次職は、ベースレベルは110、ジョブレベルは50。3次職は、ベースレベル110、ジョブレベル50。DEM種族はベースレベル110のみ。

### ステータス
（エミル、タイタニア、ドミニオンの場合）
種族や職業によって補正された基本値に、ベースレベルを1上げることによって得られるボーナスポイントでプレイヤーが自由に振り分けてキャラクターの性能を強化することができる。ステータスにはSTR（腕力）、DEX（器用度）、INT（知性）、VIT（体力）、AGI（敏捷性）、MAG（魔力）の6種類が存在する。これら6種のステータスが、HP、MP、SP、物理、魔法攻撃力、命中力、防御力、回避力、攻撃速度、スキル詠唱速度等に影響する。振り分け時は影響の試算が可能であり、決定するまでは実際に反映されることはない。また、ゲーム内通貨を支払うことでボーナスポイントで振り分けた分のステータスをリセットすることもできる。
（DEMの場合）
ベースレベルがレベルアップするごとに能力は上がっていくが、ボーナスポイントはないので、振り分けることができない。
マシナフォームのときは、ベース経験値を支払ってチップを購入して配列するか、より強力なパーツを購入することで、能力が上がる。パーツはマシナフォーム専用。ノーマルフォームのときは、チップの強化分は反映されない。

### スキル
（エミル、タイタニア、ドミニオンの場合）
ジョブレベルを1上げること、各種イベントを達成することによりスキルポイントを1得ることができる。職業によって習得できるスキルは異なる。また、各スキルの習得には必要なジョブレベルが存在する。一つのスキルを習得するにはスキルポイントが3必要である。また多くのスキルにはレベルが存在し、1上げるにはスキルポイントを1消費する。こちらもゲーム内通貨を支払うことでスキルをひとつ忘れる(未習得の状態にする)ことができる。また、各キャラクターはあるNPCと話すことで一度だけ(一次職と現在ついている二次職の)すべてのスキルを忘れさせることもできる。
（DEMの場合）
ジョブ経験値を支払って、スキルチップを購入して配列することにより、スキルを習得でき、マシナフォームの場合のみ使用することができる。

### チップ
DEMにのみ実装されている要素で、入手・所持している各種チップを、カスタマイズ選択画面でDEMICというパネルを開き、チップを配列することにより、DEMの能力を上げたり、スキルを習得したりすることができる。また、エンゲージタスクと呼ばれる場所に隣接しているチップは能力が倍増する。1回のカスタマイズごとにEPを5ポイント消費する。また、エンゲージタスクを配置するときにはEPを1ポイント消費する。

### 憑依システム
キャラクターを一部の装備アイテム(右手・左手・鎧・胸アクセサリー)に憑依させて他のキャラクターに装備してもらうECO最大の特徴ともいえるシステム。
憑依した者は憑依された者が敵を倒すことで得た経験値の一部を得ることができ、プレイ時間が短いプレイヤーでも比較的容易にレベルを上げることができる。
また、憑依されている装備は耐久度が減らなくなる。
ただし、基本的に憑依した者のステータスは反映されない。
反映させるには二次職のジョブレベル30で覚えることができるようになる"〜〜の魂" (〜〜には職業の名が入る)というスキルを覚えていることが必要である。
一部の高レベル者はこのスキルを覚えた上で憑依し、ログアウトする(通称"憑依落ち")ことで、経験値を稼ぎ、さらに高価だったりレアなアイテムを守ることを主とする。
憑依時に憑依しているプレイヤーができることは(使用MP/SPに2倍の修正を受けて)スキルを使用することとアイテムを使うことのみ。
アイテムは憑依された者に効果を及ぼす。(一部除く)
通常攻撃はできず、動くこともできない。
また、憑依した者に対してスキルを用いることもできない。
憑依中でもまれにダメージを受けることがあり、これは貫通と呼ばれる。
前記の通りアイテムやスキルはほぼ使えないため回復は自然回復(5秒ごとに1割前後)に頼るのみとなる。
またパーティプレイ中に1人のキャラクターに他の複数のパーティキャラクターが憑依することで、体力の低い後衛職プレイヤーを憑依させて戦いを有利に進めたり、特定職業しか入れない場所に他の職業キャラクターを憑依させて入る(通称"憑依抜け")といったプレイ方法もできる。
ただし憑依抜け出来無い場所も存在する。
また、誰かを憑依している状態では進まないイベントも存在する。
エミル・タイタニア・ドミニオンの場合は憑依可能。
DEMはノーマルフォームでは、落ちている憑依装備を拾って装備することは可能。
マシナフォームの時は、セットフォームパーツ装備時だけほかの人を憑依させることができる。

### たまいれシステム
他のプレイヤーが預けた心を借りることでステータスを上昇させるシステム。ダウンタウンのたまいれ屋ほか各地のクエストカウンター、復活の戦士、魔法の蝶で利用することが出来る。　1キャラクターで最大4つの心を預けることができ、心を借りられた回数に応じて1日1回経験値が手に入る。心を預けてもデメリットはない。心を借りる時は100Gold必要で、同時に複数の心を借りることはできない。心は最長2日間借りることができる。借りた際のステータス上昇量は貸す側の職業系統とプレイヤーとのLv差のみに依存し、Lvが近いほどステータス上昇量が多い。

### パーティー
単独でのプレイでも楽しめるが、複数人でパーティーを組めば比較的強敵のいる場所にも行くことが可能になる。パーティーは8人まで参加することが可能で、パーティーを組むと経験値は分配されるようになる。特にレベルが低いうちはみんなで乱獲という形で経験値を稼ぐこともできる。ダンジョンへは前衛職1人あたり後衛職が1〜2人憑依していくのが一般的。パーティーメンバー同士でチャットをすることも可能である。
アクロニア平原など人の多いフィールドにはパーティー募集広場が用意されているが、自キャラクターの右クリックメニューから参照できる募集コメントリストを使った募集も一般的のようである。
また、一部のスキルはパーティーメンバーがいないと使用することができなかったりパーティーメンバーにのみ効果を及ぼす。

### マリオネット
ぬいぐるみのようなアイテム「マリオネット」にプレイヤーが憑依することで発動するシステム。憑依することで、マリオネット固有の特殊能力を使用することができるようになる。
なお、誰かを憑依させている状態・誰かに憑依している状態だとマリオネットを使うことができない。
DEMはマリオネット使用不可。
また、「ゴーレム・ゴブレット」というアイテムをマリオネットと合成することでマリオネットをゴーレム化することができる。ゴーレム・マリオネットはプレイヤーがログアウトしている時に自分の意志で動けるようになる。例えば、ログアウト時に命令を与えることで、ゴーレム・マリオネットに露店販売や買取・アイテム採取をさせることができる。2009年5月28日のアップデートでゴーレムの採取機能はエクストラアイテム(課金アイテム)の使用によってのみできるようになった。

### イリスカードシステム
武器・上半身防具・胸アクセサリーにカードスロット(ものによって最大数は変わる)を作成し(失敗することもある)、それにイリスカードを差し込むことで効果を発揮するシステム。様々な効果のカードがあり、これにより戦闘の幅を拡張することができる。

### パートナー
キャラクターが冒険などにパートナー(ペット)を連れて歩けるシステム。わんわん（犬）をはじめ、いかつい傭兵（人）やガトリング砲（物）まで様々なものがパートナーになる。またバックパッカー系の二次職、およびストライカーはパートナーに攻撃命令を出すスキル、パートナーを使った固有のスキルを習得できる。パートナーの中には能動的にプレイヤーに支援を行う背負い魔と呼ばれる生き物も存在する。
パートナーは、装備している主が戦闘を行うことにより成長させることができる。パートナーのLVが110まで育つとパートナーを転生させることができる。限界まで達したステータスは初期値に戻るが、転生に応じて各ステータスの成長限界が向上する。パートナーに付けられている名前は初期では種類名と同じ（わんわん等）だが、安価に売られている特定のアイテムを使用することによって何度でも任意に変更が可能である。このためゲーム内ではユニークな名前を持ったパートナーを連れ回すプレイヤーを数多く目撃できる。

### ユニオンペット
ペットをユニオンペット化することにより、ペットの能力強化や行動制御が行えるようになる。ユニオンペットは1キャラクター3体まで所持することができる。また、ユニオンペットを通常のペットに戻すことも可能。通常のペットに戻した後もユニオンペット時のデータは保存されているが、地面に落としたり別アカウントとトレードしようとするとユニオンペットのデータが消滅する。
2014年7月24日に実装された大型アップデート【パートナー】にて、上記のペットとユニオンペットのシステムはパートナーシステムとして統合された。基本的なシステムはユニオンペットに準拠している。

### リング
固定パーティーのようなもの（ギルド）で最初は16人まで加入できる。メンバーに役職をつけたり、リングチャットでリングメンバーだけで会話をしたりすることもできる。仲良しリングから特定職専用リング、イベント開催リングなど様々なリングが結成されている。また、リング内名声値を上げることによって加入上限を40人まで増やすこともできる。

### 飛空庭
ハウジングシステム。空に浮かぶ庭に、家や家具、ペットを配置することが出来る。たんす等の収納家具を設置することで飛空庭倉庫が使用可能になり、最大100種のアイテムを収納することが出来るようになる。また、トンカで飛空庭を改造し、家具の飛行帆を配置することで、各地の飛空庭空港に移動することができる(一部除く)。家具などの設置可能上限は家の内外合わせて100個まで。　SAGA17でバックパッカー系職業のキャラクターは2台目の飛空庭を持てるようになった。専用のエクストラアイテムを使ったアカウントならば、バックパッカー系以外でも2代目の飛空庭を利用できるようになる。

### 飛空城
一定以上のリング名声値を持つリングのリングマスターが建造できる巨大施設。作成条件は厳しいものの、内部にNPC商店を配置できるなど、飛空庭を大きく上回る機能が備わっている。ただし、飛空城を維持するためにはマテリアルポイントを消耗し、マテリアルポイントが足りなくなると滞納状態→差し押さえ状態を経て、最終的には設置した家具が消滅してしまう。

#### 飛空城ファーム
飛空城に設置できるアトラクションのひとつ。飛空城に設置したファームの畝に、専用の種を植えることでアイテムが手に入る。

### 武具融合システム
見た目が気に入っている装備を高性能の装備に融合することのできるシステムである。装備がグラフィックに反映され、着せ替え要素が重要視されるECOにおいて、見た目が好みである装備と、レベルに合った戦闘能力を併せ持った装備を作って長く愛用することができる。ただし融合には制限がある。装備箇所が同じ部位であること。また見た目の装備が融合する装備よりも強力、または装備条件が厳しい場合は融合することができない。ハーヴェストのスキル「武具融合分解」を使うことで見た目側装備と能力側装備を分解することができる。ただし、見た目側装備の最大耐久が1になる。

### リサイクルシステム
各地にあるリサイクルマシーンに一部のアイテムを投入するとワールドゲージが上昇し、100%になるとサーバー全体に2週間ボーナスが付与される。　また、モンスタースタンプやペット、ECOクジ産アイテムを投入するとリサイクルポイントが貯まり、2000ポイント以上でポイントに対応した枚数のECOメダルと交換できる。ECOメダル1枚で過去に実装されたECOクジの一部をゲーム内で引くことが可能。

### 闘技場
ダウンタウン北にあるプレイヤー同士で対戦（PvP戦）ができる場所。あくまで力試しの場所で、勝利しても経験値は貰えない。また、騎士団演習、メタモーバトルの受付もここで行われる。

### 騎士団演習
東西南北の各騎士団に登録したプレイヤー同士で対戦できるシステム。各軍100人ずつ、最大400人が参加可能。闘技場での対戦とは違って各軍のチームワークも重要視される。運搬演習、リーダー戦演習、一般演習の3種類がある。　また、毎週日曜日には全サーバー対抗の騎士団演習ワールド対抗戦が行われる。

#### 運搬演習
演習場にあるコンテナを運搬演習専用スキルを使い自軍陣地まで運び、得点を競う。特定のアイテム以外では敵プレイヤーを攻撃することが出来ない。

#### リーダー戦演習
参加者の中からランダムでリーダーが選ばれる。一般演習と違い、ダメージに制限がある。

#### 一般演習
一部スキルを除き、一切の制限がない。

### 都市攻防戦
ドミニオンの世界の都市「ウェストフォート」か、軍艦島地下にある「地下浄水施設」を、機械族：DEMの侵攻から守るシステム。最大人数は600人。勝利すれば拠点は平穏に、敗北すると拠点はモンスターに占拠され、その場所にある施設の機能は失われる。なお、敗北しても拠点を奪い返す「奪還戦」を行い、成功すれば拠点に平穏が戻る。「都市攻防戦」終了時にCP（貢献値）が配布され、CPはプレイヤーの活躍に応じて左右される。「奪還戦」時にはCPを獲得することはできない。CPの使用用途は、専用の購入アイテムが存在し、季節限定のものを含め周期的に購入できるものが変わるものもある。

### 釣りシステム
釣竿と餌を装備し、釣り可能MAPの水辺に向かってスキル「フィッシング」を使うことで色々な魚を釣ることが出来る。釣り中は移動やスキルの使用などできず、時間経過で自動的に魚を釣り上げる。釣れる魚はMAPによって異なり、一部のMAPを除いてモンスターが釣れることもある。使う釣竿や餌によって釣れ易い魚の種類や大きさ、釣れるまでの時間が変る。釣りランキングがあり、1ヶ月間に大きな魚を沢山釣ったキャラクターには賞品が出る。

### 上位転生
DEM以外の種族が、エミルドラゴンを倒したことがある上で、BASEレベル100以上、エキスパートジョブまたはテクニカルジョブ若しくはノービスのJOBレベル50で行うことができる上位種族への転生。エミル・タイタニア・ドミニオンがそれぞれハイエミル・アークタイタニア・イクスドミニオンへと転生する。転生すると、自動的に三次職クロニクルジョブへと転職し、BASE・JOBレベルともに1になる。転生することによりキャラクターに特殊なエフェクトを付けることができ、転生時のBASEレベルが高いほど、選べるエフェクトが多くなる。

## 種族
4種族が存在する。エミル、タイタニア、ドミニオンは、どの職業でも就くことはできるが、DEMは職業に就くことができない。また種族専用の装備も存在する。2014年7月24日アップデートにて、転職試験がなくなりNPCに話しかけるだけで一次職に転職できるようになった。

### エミル族
いわゆる人間族。世界各地の遺跡やダンジョンへ富と名声を求めて旅立つという背景。初期VIT値が高く体力のあるファイター系職業に特に向いている。また、3種族の中では唯一、羽を持たないのでリュックを背負うことができ、バックパッカー系職業にも向いている。

### タイタニア族
天使族。一定の年齢に達すると、課せられた試練のために人間界を訪れるという背景。頭上に輪があり、背中に生えた白い羽によって3種族の中では唯一空中に浮いているのが特徴。初期MAG値が高く、魔法使いなどのスペルユーザー系職業に向いている種族である。

### ドミニオン族
悪魔族。欲求のおもむくまま、戦いや勝利を求め人間界へやってくるという背景。背中に生えた黒い羽としっぽが特徴。羽根はあるがタイタニアと違い飛べない。初期STR値が高くファイター系職業にも向いているが、初期VIT値が低くそれをカバーする戦い方が求められる。初期MAG値もタイタニアに次いで高いのでスペルユーザー系職業にも向いている。

### DEM族
体が機械で作られた種族。本来はドミニオン世界で命令のままに侵略する種族ではあったが、いかなる理由か、自由意志を持ちドミニオン族側に立つ者が現れるようになった。通常の服装が装備できる「ノーマルフォーム」と戦闘用装備の「マシナフォーム」の切り替えができる。成長の特徴として、EPを消費してのベースレベルアップの他に、チップやパーツで能力を上げていく。また、職業につくことはできない。

## 職業
(DEM種族は除く)
プレイ開始直後はノービス（無職）として出発することになるが、ある程度の時期になるとアップタウンの職業ギルドで転職することができる。レベルによる転職制限はないが、職業によってはそれに必要な体力や魔力などを求められ、転職試験がある。
二次職転職では、JOBレベルの最高値（Lv50）にならなくてもJOB30以上で転職することができるが、転職した時点で覚えていない一次職スキルなどは覚えられなくなるので注意が必要である。また転職以降は一次職のスキルポイントは増えない（スキルポイント入手イベントによる一次スキル入手は可能）。
二次職はエキスパートジョブとテクニカルジョブに分かれる。一次職から二次職転職試験を行って直接転職できるのはエキスパートジョブのみである。テクニカルジョブは一定条件を満たした後、エキスパートジョブからのみ転職が可能になる。一度テクニカルジョブに転職した後はテクニカルジョブとエキスパートジョブをいつでも切り替え可能になり、これをジョブスイッチングシステムと呼ぶ。この際、レベルに応じた数のスキルをエキスパートジョブおよびテクニカルジョブからリザーブとして移行することができる。エキスパートジョブのスキルを使うテクニカルジョブ。またはその逆といったことが可能になる。
三次職転職はエミルドラゴンを倒したことがあり、BASEレベル100以上かつ、エキスパートまたはテクニカルのJOBレベルが50で可能。ノービスのみBASEレベル100以上、JOBレベル50で転職可能
職業ビジュアルイメージデザインは羽々キロ。カバリスト女は「ダークナース」ストライカー女は「ロボットメイド」など。

### ノービス系
- ノービス(無職)
  - ジョーカー(三次職クロニクルジョブ)

### ファイター系
いわゆる前衛職である。パーティの壁になる職業で、剣を使い高い攻撃力を持つ「ソードマン」、防御力やHPがきわめて優秀な「フェンサー」、ソロ能力に優れた「スカウト」、弓を使い遠距離攻撃を行う「アーチャー」に分かれる。
- ソードマン（一次職）
  - ブレイドマスター（二次職エキスパートジョブ）
  - バウンティハンター（二次職テクニカルジョブ）
    - グラディエイター(三次職クロニクルジョブ)
- フェンサー（一次職）
  - ナイト（二次職エキスパートジョブ）
  - ダークストーカー（二次職テクニカルジョブ）
    - ガーディアン(三次職クロニクルジョブ)
- スカウト（一次職）
  - アサシン（二次職エキスパートジョブ）
  - コマンド（二次職テクニカルジョブ）
    - イレイザー(三次職クロニクルジョブ)
- アーチャー（一次職）
  - ストライカー（二次職エキスパートジョブ）
  - ガンナー（二次職テクニカルジョブ）
    - ホークアイ(三次職クロニクルジョブ)

### スペルユーザー系
いわゆる魔法使いで後衛職に当たる。無属性の攻撃魔法や補助系魔法のある新生魔法を使う「ウィザード」、火、水、土、風の四属性を利用した魔法を使う「シャーマン」、攻撃は苦手だが唯一回復魔法と光属性魔法を使う「ウァテス」、闇属性を利用した魔法と若干の前衛物理攻撃も扱える「ウォーロック」に分かれる。
- ウィザード（一次職）
  - ソーサラー（二次職エキスパートジョブ）
  - セージ（二次職テクニカルジョブ）
    - フォースマスター(三次職クロニクルジョブ)
- シャーマン（一次職）
  - エレメンタラー（二次職エキスパートジョブ）
  - エンチャンター（二次職テクニカルジョブ）
    - アストラリスト(三次職クロニクルジョブ)
- ウァテス（一次職）
  - ドルイド（二次職エキスパートジョブ）
  - バード（二次職テクニカルジョブ）
    - カーディナル(三次職クロニクルジョブ)
- ウォーロック（一次職）
  - カバリスト（二次職エキスパートジョブ）
  - ネクロマンサー（二次職テクニカルジョブ）
    - ソウルテイカー(三次職クロニクルジョブ)

### バックパッカー系
特殊能力に特化した職業である。鉱石知識や収集に優れた「タタラベ」、植物知識や収集に優れた「ファーマー」、アイテム収集やソロ能力に優れた「レンジャー」、商人から安く買い物ができたり自分自身で物が売れる「マーチャント」に分かれる。パーティでは荷物持ちとなることもできる。本作では所持できるアイテムの制限が極端に厳しいため、この利点が重宝される場面もある。
- タタラベ（一次職）
  - ブラックスミス（二次職エキスパートジョブ）
  - マシンナリー（二次職テクニカルジョブ）
    - マエストロ(三次職クロニクルジョブ)
- ファーマー（一次職）
  - アルケミスト（二次職エキスパートジョブ）
  - マリオネスト（二次職テクニカルジョブ）
    - ハーヴェスト(三次職クロニクルジョブ)
- レンジャー（一次職）
  - エクスプローラー（二次職エキスパートジョブ）
  - トレジャーハンター（二次職テクニカルジョブ）
    - ストライダー(三次職クロニクルジョブ)
- マーチャント（一次職）
  - トレーダー（二次職エキスパートジョブ）
  - ギャンブラー（二次職テクニカルジョブ）
    - ロイヤルディーラー(三次職クロニクルジョブ)

### ジョイントジョブ
特殊なアイテム『シンボル装備』を装備することにより、特殊職ジョイントジョブの力を使用することができる。シンボル装備を装備している間は特殊職ジョイントジョブに転職していることになり、その職のスキルを習得・使用することができる他、キャラクターが元々習得していたスキルも継続して使用することが可能。通常の転職・ジョブチェンジシステムとは違い、『シンボル装備』を外せばいつでも元の職業に戻ることが可能である。
- ブリーダー
- ガーデナー

## SAGAを含めた大規模なアップデート
エミル・クロニクル・オンラインでは、MMORPGでは最も変化が早いのではないかと思わせるぐらいに毎週のように頻繁にアップデートが行われているが、それ以外にも大規模なアップデートが行われている。これまでに行われた大規模なアップデートは以下の通り。
SAGAとは本来、北欧神話の伝説を意味する単語である。

### SAGA0：アクロニアの鼓動 （オープンβ、2005年8月19日）
βテストと同時に開始された。当時はアクロニア大陸のみの実装であった。

### SAGA1：白き大地と無限の回廊 （2005年10月14日）
北の魔法王国「ノーザン王国」が実装された。ノーザンの街では、スペルユーザーでしか入れない部屋も存在する。また同時にリングシステム、力試しを行うことができる「無限回廊」やPvP戦ができる「闘技場」が実装された。

### SAGA2：黎明を駆けるもの （2005年12月9日）
正式サービス開始。南の鉱山都市国家「アイアンサウス」が実装された。ノーザン王国の反省もあってか、サウスシティでしか受けられないクエストなども登場した。また、ペットシステム、武器防具の強化システム、二次職エキスパートジョブ、フィールドボスモンスターも実装された。

### SAGA3：豊穣の国と闇の城 （2006年03月24日）
東の農業都市国家「ファーイースト」が実装された。ファーイーストでは高レベルプレイヤーのためのダンジョンが用意され、また、ペットの能力上限を上げるペット転生システム等が実装された。3Dグラフィックでありながら半クォータービューを採用していたが、このSAGAの途中より一部マップから視点解放を行った。プレイヤーの家となる飛空庭が実装された。自動生成されるインスタンスダンジョンが実装された。

### SAGA4：興国の風 （2006年07月21日）
西の炭鉱都市国家「モーグ」が実装された。二次職テクニカルジョブ、新ダンジョンである「光の塔」が実装され、同一の一次職を持つ二次職エキスパートジョブ⇔二次職テクニカルジョブ間の転職が行えるジョブスイッチングシステムも実装された。

### SAGA5：創生と伝承の島 （2006年12月08日）
アクロニア大陸南東の小島「トンカ」が実装された。また同時に正式サービス開始一周年記念のアニバーサリーイベントも実装・公開された。SAGA5実装直後は小幅なものを実装したに留まっていたが、その後も段階的に実装が行われ、飛空庭の改造（ワープ機能付与）とモーグの光の塔の上層階の拡張、いくつかのクエスト、これらに伴ういくつかの新MOBと新アイテムなどが順次追加されている。

### SAGA6：新生の扉 （2007年07月20日）
アクロニア大陸東南東の島「マイマイ」が実装された。それと同時に高レベルプレイヤーのためのダンジョン「マイマイ遺跡」の実装や、二次職テクニカルジョブスキルに51種、二次職エキスパートジョブスキルに3種の計54種のスキルが新たに追加。またSAGA6のアップデート第二弾として、「ジョブジョイントシステム」及び、特殊職「ブリーダー」が実装された。

### SAGA7：遥かなる水の郷 （2007年12月07日）
アクロニア大陸北西の島「天まで届く塔の島」及び、天界「ウォーターレイアー」、新ダンジョン「海底洞窟」が実装された。また同時に正式サービス開始二周年記念のアニバーサリーイベントが実装・公開された。また、メールアドレスだけでECOにログインできるゲストIDシステムの実装、採取・討伐クエストが数種実装され、これらに伴う数種の新MOBと新アイテムが追加されている。

### SAGA8：戦歌の大地 （2008年05月01日）
冥界「アクロニア大陸西部」、最後の砦「ウェストフォート」が実装された。冥界では「次元転生システム」により、ベース・ジョブともにLv1の状態からの再スタートになる。また、一部を除き「フィールドPvP」が可能になっており、「PvPランキング」と「上位者特典」も用意されている。ファミリーマート限定版パッケージの特典であった「ネコマタ（緑）」の入手イベント、みんつくで決定された新ジョイントジョブ「庭師（ガーデナー）」、DEMの侵攻からウェストフォートを守る「都市攻防戦」も実装された。8月にはユーザーカンファレンスを開催し、新SAGA実装前に「ECOチューンナップ」を行うことを発表。内容としては「おいてけぼり」になったものや、「ジョブバランス」などの調整、実装である。8月21日に第一弾チューンナップが行われ、101種類ものスキルが調整された。

### SAGA9:悠久の楽園 （2008年12月04日）
タイタニア世界のうち、リゾート地である「ECOタウン」が実装された。またLV99武器が実装され、LV99武器の材料になるアイテムを入手するに必要な「くじら岩」ダンジョンが加わった。

### アップデート イリス (2009年5月28日)
この日より、基本料金が無料化された（アイテム課金化）。イリスカードが実装され、装備にさまざまな属性や能力をつける（1つの装備につき5枚まで）ことでできるようになった。魔法属性（火・水・風・大地・光・闇）の強弱がより大きくなり、属性の概念が重要化され、戦闘におけるダメージ計算式が大幅に変更された。9月にはLV99防具とそれに関するイベントが実装された。

### SAGA10:偽りの神と機械の記憶 （2009年12月17日）
第4の種族、DEM族が追加された。それに伴って、DEMに関するパーツやチップなどが追加された。ドミニオン界のLVの上限も50に。またDEMと関連して、新しいMAPが追加された。

### アップデート プリムラ （2010年03月26日）
システム案内役のプリムラが実装され、イベントを一覧から確認できるようになった。都市攻防戦は新たなMAPとして「地下浄水場」が追加された。一部の職業にはスキルが追加された。背負い魔オートマタ、ディメンションダンジョン、110武器入手イベント追加。

### SAGA11:覚醒の刻 （2010年08月19日）
上位転生三次職クロニクルジョブ、タイタニア世界、110武器パートナー化、DEMセットフォーム、潜在武具強化、エンシェントアーク実装。

### SAGA12:蘇る鼓動と天空の守護者 （2010年12月16日）
飛空城実装、飛空城ブース実装、職業チャット実装、三次職クロニクルジョブ専用装備追加

### SAGA13:拓かれる大地 （2011年4月14日）
東アクロニア段丘・南ウテナ開拓地実装、新インターフェース実装、師弟システム実装、飛空城ファーム実装。

### SAGA14:深緑の扉 （2011年7月21日）
神託の風穴実装、釣りシステム実装。アイテムの重量・容量・回復量調整。ドミニオン世界新生。

### SAGA15:永遠の絆 （2011年11月24日）
ユニオンペットシステム実装。ウェストー開拓地・アクロニア丘陵実装。リサイクルシステム実装。

### SAGA16：氷の女王の追憶 （2012年5月31日）
ノーザン地下実装。　旅人のメモ、イリスカード　シンプルセッティング実装。

### SAGA17：太古の封印と無窮の檻 （2012年9月20日）
無限回廊下層、飛空庭2台目実装。無限回廊中層追加、騎士団演習リニューアル、めたもーバトル廃止。たまいれシステム実装。

### SAGA18：錆色の蜃気楼

#### 第1弾 赤蝕の古代都市 (2013年8月22日)
カーマインブリック、新モンスター、EXイリスカード第24弾実装。

#### 第2弾 二重の秘術 (2013年9月26日)
デュアルジョブシステム、DExtension、憑依カタログ実装。

#### 第3弾 地底の胎動 (2013年11月21日)
無限回廊 奈落階層、飛空城新パーツ実装。

### アップデート「パートナー」(2014年7月24日)
ペット・ユニオンペットシステムがパートナーシステムに統合。新チュートリアル実装。ニコニコアプリ版開始。

### アップデート「反撃の大地」(2014年11月20日)
ドミニオン世界の都市攻防戦を、新ルール「防衛戦」「攻略戦」を導入しリニューアル。

### アップデート「絆の試練」(2015年5月28日)
タワーオブディフェンスタイプのミニゲーム、「パートナープロテクト」を導入。

### アップデート「アナザークロニクル〜もうひとつの物語〜」(2015年9月17日)
エンシェントアーク【EXチャプター】追加、新ダンジョン【アナザーエンシェントアーク】追加、新スキル【アナザークロニクル】実装。

### エクストラアップデート「君と歩く道」(2016年6月23日 - 2017年3月23日)
ストーリーモード及び関連キャラクターリブート、新システム【ユニットシステム】、新フィーチャー【ストーリーフィールド】実装。

#### 第1弾 君と歩く道 (2016年6月23日 - 2016年9月29日)
ストーリーモード新規追加（エミル&マーシャ編、ベリアル&ルルイエ編、タイタス編）。一部AAA関連クエストにユニットシステムを実装。

#### 第2弾 動き出す世界 (2016年9月29日 - 2016年12月26日)
SAGA8～SAGA10までのストーリーモードを完全リニューアル。

#### 第3弾 真実の先へ (2016年12月26日 - 2017年3月23日)
SAGA11～SAGA13までのストーリーモードを完全リニューアル。プレイヤー種族転生特典入手緩和。パートナー憑依実装。

### クロニクルアップデート「決戦」(2017年3月23日 - 2017年6月22日 )

#### 第1弾 決戦 -破滅の黄風- (2017年3月23日 - 2017年5月25日)
ストーリーモード新規追加。新アイテム【神器】追加。LV99&LV110ディメンション武器入手条件緩和および難易度変更。【称号】実装。

#### 第2弾 決戦 -つなぐ想い- (2017年5月25日 - 2017年6月22日)
ストーリーモード最終章追加。サービス終了に伴い一部のコンテンツ変更。課金コンテンツ販売終了。

### 大感謝アップデート(2017年6月22日、2017年7月27日、2017年8月17日)
ECO最後の大型アップデート。取得経験値10倍のほか、入手困難なアバターアイテムの販売、レンタルパートナーなど。

## ECOに存在する世界
エミル・クロニクル・オンラインには、いくつかの世界が存在する。
現在はエミル世界、タイタニア世界、ドミニオン世界の3つが確認されている。これとは別に機械種族DEMの世界もあるとされる。現在確認されている3世界はパラレルワールドの関係にある。基本的な大陸の形は変わらないが、辿ってきた歴史の違いにより、実際の景色は大きく異なる。これら3世界は、天まで続く塔によって結ばれている。

### エミル世界
プレイヤーが主な冒険をすることになるであろう世界。四方を海に囲まれ、緑豊かな草原や、雪原、砂漠、荒野など様々な地形が広がっている。過去には高度な機械文明を持っていた。機械時代に枯渇した資源を求めて、宇宙と地下へ続く塔を建設した。しかし、宇宙と地下には繋がらずに、タイタニア世界とドミニオン世界というパラレルワールドに繋がってしまった。この塔が、天まで続く塔である。実は天まで続く塔の建設計画自体が、タイタニア世界への橋頭堡を確保しようとしたDEMの策略であったとされている。そのため、エミル世界は、DEMの侵攻を受けて戦争が起こった。結果、首都アクロポリスと、DEMの機動要塞マイマイが相打つ形で戦争が終了。これによって機械文明の多くが失われてしまった。現在は発掘されたキカイを利用するなどして、かつての文明を取り戻しつつある。しかし、DEMによるエミル世界への介入が度々行われるなど、予断を許さない状況が続いている。エミル種族のほかに、タイタニアやドミニオンも多く生活している。そのため種族による差別は少ないが、混血は異端とされている。
最近では、自由意志を持ったDEMも多数滞在するようになった。

### タイタニア世界
四方を海に囲まれた、緑と文明の調和した世界。現在はDEMの侵攻を防ぐための特殊な結界により、天まで続く塔の島とウォーターレイアー周辺の海域が隔離されている。かつてはECOタウンというリゾート地が存在したが、クジラに飲まれてしまったためにECOタウンはタイタニア世界から消滅してしまった。その痕跡として、ECOタウン跡では無限に続く宇宙とクジラの尾が見ることができる。タイタニアは聡明な種族であり優れた文明を保有しているが、それゆえに他の種族を見下している者も多い。

### ドミニオン世界
四方が、海ではなく砂漠で囲まれた世界。太陽は常に日食状態であり、昼でも薄暗い。地形は砂と荒野のはずだったが、現在は機械種族DEMの侵略にあい、その大半を不気味な機械で覆われている。現在は、唯一つ残された都市、王都ウェストフォートにてレジスタンスが抵抗活動を続けている。

### DEMの世界
謎の世界。機械種族DEMが生まれた世界であるとされる。世界の多くをクジラに飲まれてしまい滅亡の危機に瀕している。

## ECOの世界に存在する都市
エミル・クロニクル・オンラインには、いくつかの都市が存在する。

### エミル世界の都市

#### アクロポリス
ゲーム開始直後に訪れることになる最初の都市で、アクロニア大陸の中央部に位置する自由交易都市。その名のとおり多くの商人によって世界中の商品が取引されており、世界中の物と人が集まる活気溢れる場所である。カルデラ湖の底から伸びる巨大なシャフトが都市の中央部を貫き、その頂点から伸びる幾つものワイヤーが都市全体をカルデラ湖から吊り上げるようにして支えている。かつてはアクロニア王国という巨大な国家であったが、とある事件にて崩壊（本編でもこの事件の顛末は語られていない）し、その後各国の進駐軍が争いを経て、ノーザン、ファーイースト、アイアンサウス、モーグの4国家が合議制で治める都市として復興した。現在も各国の進駐軍がアクロポリスの独立防止と、自国の利益代表の後ろ盾を名目に駐在している。「混成騎士団」と彼らは名乗っているが各国騎士団間の連携などはなく、組織的な繋がりは薄いようである。彼らの存在にはアクロポリスを巡る政治的思案が見え隠れしており、互いに牽制しあう冷戦のような状態と言ってもいいかもしれない。

#### ノーザン
アクロニア大陸から北、年中雪が降り注ぐ極寒の島に位置する都市。ECOの世界では唯一王制を敷いている国で、魔法の研究に長けており魔法ギルドの総本山があることで有名な魔法王国である。地表が極寒の世界であるため、都市の本体は地下深くに存在する「ノーザンシティ」だが他国の者は受け入れられておらず、プレイヤーも立ち入ることは不可能であったが、Saga14実装に伴い、イベントをこなす事により「ノーザン市民街」に入ることが出来るようになった。国を治める女王はホログラムの姿でしか人前に現れず、現存さえしているか不明とされている。また地下の住人の姿も確認されておらず、地下都市そのものが本当は存在しないのではないかという説もあるようだ。

#### アイアンサウス
アクロニア大陸南方の島にある鉱山都市。火山帯のカルデラや侵食によって生まれた崖に張り付くようにして都市が存在している。豊富な資源力を背景に世界最強と称される軍隊を有する軍事国家として君臨しており、武装化した飛空庭による空軍、各地より集められた傭兵部隊など数多くの戦力を有する。そうした反面、政治には共和制が設けられており市民の投票によって議員が決定される。住人の気質は荒々しいが人情に厚いという豪快を絵に描いたような感じ。冒険者がそのまま居着いてしまうことも少なくないという。

#### ファーイースト
アクロニア大陸の東のファーイースト島にある都市。温暖な気候と豊かな自然に恵まれた穏やかな土地で、農業都市として栄えている。古来より世界中の食糧事情を支えてきた国であり、戦時中もそうした背景から他国からの侵略を免れてきていた。当然実戦経験は皆無だが、戦闘用の猟犬を従える緑盾軍などの戦力はそれなりに所持している模様。政治体系は農業共同体を母体とした評議会が中心で、農民自らが治めている国と言ってもいいだろう。牧歌的で平和的な国に見えるが、その影には不死のモンスターの巣窟と化した忌まわしい過去を持つ古城や、古き民との協定を破って海へと繰り出すフシギ団と呼ばれる無法者の集団が存在しており、必ずしも平穏な地とは言い切れない。

#### モーグ
アクロニア大陸の南西に位置する小島にある都市。豊富な炭鉱資源を持ち、アイアンサウスとは古くからその歴史を共にしてきたが、資源の需要が高まるにつれて次第に発言力を強めてゆき、近年になってアイアンサウスからの独立宣言を行ったが、アイアンサウスとの関係は険悪になり現在も緊張状態が続いている。独立後には暫定議会が設立され、現在進行形で政治体系が整えられている。アイアンサウスとの連合都市時代は、アイアンサウスからの扱いは決して良いものではなかったらしく、事実上の属国のような扱いであった。アイアンサウスの意向により迫害を受けた者も中には存在し、そうした暗い歴史的背景のせいか、住人達は部外者に対して冷たく排他的。独立を果たし希望に沸くという新興国家のイメージに反した退廃的な雰囲気がある。また、炭鉱以外にもこの地には古代文明の「キカイ」の技術が数多く遺されており、中でも光の塔と呼ばれる巨大な建造物と、その中に存在する多数のキカイが代表的である。

#### トンカ
アクロニア大陸南東の島にある工房都市で、アイアンサウスの属国。工房都市の名の通りに住民の殆どが手に職を持っており、飛空庭大工場を始め、マリオネストギルド総本山、マシンナリーギルド総本山などに多くの技術者が集まっている。マリオネットとそれを操る兵士で構成される「ドールズ軍」やマシンナリーギルドの二足歩行ロボットなど多くの戦力を所有している。ドールズ軍の一部をアイアンサウス軍やアクロポリスの南軍に一部出向させているが、モーグの独立を受けて近年は「自分たちも独立するべきでは」という気運が高まりつつあり、アイアンサウスとの仲は険悪化する一方である。飛空庭を唯一製造・改造できるのはトンカの飛空庭職人だけであるため、トンカを訪れる冒険者は後を絶たない。

#### カーマインブリックシティ
カーマインブリック遺跡をそのまま利用した街。入り組んだ作りな上、通り抜けることができる壁もあるので迷いやすい。　長年アクロニア大陸とは連絡が途絶えていたが、フシギ団が航路を偶然発見して以来、観光地として栄えている。　遺跡は通常の建築物としては構造がおかしく、なにか特別な用途があったと考えられているが…？

### タイタニア世界の都市

#### エル・シエル
タイタニア世界のアクロニア大陸中心部にある空中都市。上層と下層に分かれており、上層は展望広場と政治施設、下層は商業施設が集中している。

#### ECOタウン
タイタニア世界にあったリゾート地。現在はある理由によりタイニーアイランドからレインボーを渡ることで行くことができる。ECOタウン内では、温泉やショッピング、アトラクションゾーンでのミニゲーム（現在はトランプゲーム「大富豪」のみ）を楽しむことができる。ECOタウン内でのゲームやショッピングにはECOINという専用のコインを入手する必要がある。また、ECOタウン内ではくじら岩と呼ばれる高LV用のダンジョンがある。

### ドミニオン世界の都市

#### ウェストフォート
アクロニア大陸西にある王都。アクロニア大陸とはゴールデンブリッジという橋で結ばれている。ドミニオン世界における、DEMに制圧されていない最後の都市である。現在はドミニオンの天才であるシュタイン博士によって、対DEM要塞都市として生まれ変わっている。現在は羅城門と呼ばれる通路までしか行くことはできないが、その奥にはまだ都市が続いている模様。

#### デムロポリス
DEMによって改造されたアクロポリスシティ。かつての面影は全くない。
現在入り口は閉ざされているが、レジスタンスとタルパ（モグラ型モンスター）の力により地下への侵入口が作られている。

## ECOの世界に存在するダンジョン

### ビーの巣穴
Lv15以下の冒険者のみ入れるダンジョン。洞窟内の壁から甘い蜜が染み出し、それを目当てにビー系モンスターが大量に生息している。

### 大陸の洞窟
アクロニア東海岸沿いの山の上に入り口のあるダンジョン。海に繋がっており、ある条件を満たすとインスマウスの隠れ里に入ることができる。条件を満たすことで、高レベル向けのディメンションダンジョンに入ることが出来る。

### 氷結の坑道
名前の通り、凍りついたダンジョン。最深部には謎の遺跡が存在している。条件を満たすことで、高レベル向けのディメンションダンジョンに入ることが出来る。

### 廃炭鉱
軍艦島地下に広がるダンジョン。熊型モンスターが大量に生息している。最深部では毒液が滴っており、呼吸するだけで体力を消耗していく。条件を満たすことで、高レベル向けのディメンションダンジョンに入ることが出来る。

### 無限回廊
ステップ砂漠にある謎の施設。上層・中層・下層に分かれている。B41Fは中継地点になっている。

#### 無限回廊上層
B1F~B40F。次の階に進むためには特定のモンスターが落とすリングが必要になる。

#### 無限回廊中層
B42F~B71F。
内部は独自の仕掛けがあり、PTごとに出口・トラップの位置が異なる。PTメンバーの人数が多いほど経験値補正が大きくなる。
名前が紫色で表示されるクロニクルモンスターはクロニクルジョブのキャラクターでないとほとんどダメージを与えることが出来ない。一部のモンスターを一定数討伐すると、通常マップにレアモンスターが出現する。レアモンスターは経験値が多く、希少なアイテムを落とすことがある。B46F,B51F,B56F,B61F,B66F,B71Fへは無限回廊で受注できるミッション中にしか侵入することができず、各ミッションをクリアすることで一つ上の階へのショートカットが開放される。

#### 無限回廊下層
B72F~B101F。
上位転生もしくは「真の顔」をクリアしたDEMのみ進入可能。
中層より凶悪な仕掛けが増えている。
B76F,B81F,B86F,B91F,B96F,B101Fへはミッション中にしか侵入することができず、各ミッションをクリアすることで一つ上の階へのショートカットが開放される。

### ノーザンダンジョン
ノーザンプロムナード北部にある広大なダンジョン。アルカナ系モンスターが多く生息している。条件を満たすことで、高レベル向けのディメンションダンジョンに入ることが出来る。

### サウスダンジョン
アイアンサウスシティ下層階に入り口のある鉱山ダンジョン。内部には鉱石搬出用の機関車が走っており、轢かれると大ダメージを受ける。条件を満たすことで、高レベル向けのディメンションダンジョンに入ることが出来る。

### イーストダンジョン
イーストダンジョン、原初の森、毒の湿原で構成される森の中のダンジョン。毒の湿原では毒沼に入ると毒の状態異常になってしまう。森の中にはほかの場所に繋がる落とし穴があり、特定の条件を満たすと特別な場所に移動できる。条件を満たすことで、高レベル向けのディメンションダンジョンに入ることが出来る。

### アンデッド城
ファーイースト南、穀倉地帯にある亡者蠢く古城。いまだに内部の地図が作られていない。

### 光の塔
モーグ南部に浮かぶ孤島にある、機械時代の塔。内部には機械時代の遺品が大量に存在するため大規模な発掘調査が行われていたが、数年前の事故から内部にモンスターが出現するようになり調査は中止されている。

### マイマイ遺跡
マイマイ島に眠る古代遺跡。その異様さに、この遺跡を崇拝する者もいる。本来入り口は閉ざされていたが、混成騎士団調査団によって装甲の薄い部分が爆破され突入口が作られている。内部には多くの機械兵器が存在し、つい最近までDEMたちが活動していた痕跡も数多く残っている。

### 海底洞窟
ウォーターレイアーにある海へと繋がる洞窟。入る時間帯によって、寒流と暖流に分かれており、出現するモンスターが異なる。2014年3月下旬のアップデートで、高レベル向けのディメンションダンジョンが追加された。

### クジラ岩
ECOタウンにあるクジラの形をした岩の中にあるダンジョン。中は異次元になっており、クジラに飲み込まれた様々な世界の様々な施設が存在する。

### 軍艦島地下
メインストーリーを進めることで入れるようになる、軍艦島地下〜旧アクロポリス司令室までを繋ぐダンジョン。地下水路には機械化されたアリやムカデ型モンスターが多く生息し、旧アクロポリスには多くのDEMが守りに就いている。

### 神託の風穴
マイマイ島の奥地にあるダンジョン。上昇気流を生み出す植物や落とし穴が数多く存在し、これらを利用しないと移動できない場所も存在する。

### ノーザン地下
ノーザンプロムナードの地下に存在する氷に閉ざされたダンジョン。主にノーザン市民街と氷洞の2MAPで構成されている。氷洞の奥にある結界を越えた先には、重大な秘密が隠されている。

### カーマインブリック遺跡
カーマインブリックに存在するハイエミルによって造られたとされる遺跡。　各所に壁画があり、過去の出来事が断片的に読み取れる。

## 歴史
- 2005年4月21日 - トリオECOによる制作発表
- 2005年6月10日 - みんなで作ろうキャンペーン第一弾開始(8月1日まで)
- 2005年7月8日 - みんなで作ろうキャンペーン第二弾開始(8月5日まで)
- 2005年8月1日 - 第一次クローズβテスト開始(8月9日まで)
- 2005年8月5日 - みんなで作ろうキャンペーン第三弾開始(9月1日まで)
- 2005年8月10日 - 第二次クローズβテスト開始(8月14日まで)、みんなで作ろうキャンペーン第四弾開始
- 2005年8月17日 - ECOユーザーカンファレンス開催
- 2005年8月19日 - オープンβテスト開始、ID累計登録数10万IDを突破。
- 2005年9月12日 - ECO放送局スタート
- 2005年9月16日 - スキンシステム実装
- 2005年10月14日 - 「SAGA1：白き大地と無限の回廊」一次職新スキル、Lv35装備第一弾、シアター、リング、メール、闘技場実装
- 2005年10月24日 - みんなで作ろうキャンペーン第五弾開始(11月22日まで)
- 2005年11月1日 - ＠womanとタイアップ開始
- 2005年11月10日 - Gravityがグローバルライセンス取得(日本を除く)
- 2005年11月11日 - トリオECO解散、SAGA1第二弾募集コメントシステム、買取ゴーレム実装、Lv上限40→42へ
- 2005年11月18日 - SAGA1第三弾アップデート(背負い魔・ネコマタ)、みんなで作ろうキャンペーン第六弾開始(12月19日まで)
- 2005年11月25日 - パーティボーナス正式実装
- 2005年11月30日 - ID累計登録数30万IDを突破。
- 2005年12月9日 - 正式サービス開始、「SAGA2：黎明を駆けるもの」実装
- 2005年12月16日 - SAGA2第二弾二次職エキスパートジョブ、ペットシステム、高Lv帯武器実装
- 2006年1月13日 - 背負い魔ブースト実装、背負い魔ネコマタ入手クエスト実装
- 2006年1月20日 - リングエンブレム機能実装
- 2006年1月27日 - 変身!メタモーバトル実装
- 2006年2月10日 - 超大型BOSSライオウ実装、無限回廊拡張(21〜40F)、ストライカー用ペット追加
- 2006年2月17日 - Lv45職業専用装備第一弾を実装
- 2006年2月24日 - 背負い魔・ネコマタ藍実装、騎士団演習野外演習場実装
- 2006年3月17日 - 男性用ヘアサロン、合成請負システム実装
- 2006年3月19日 - ファンイベント「ECOケット」に協賛、ECOフェスティバル開催
- 2006年3月24日 - 「SAGA3：豊穣の国と闇の城」実装
- 2006年3月28日 - みんなで作ろうキャンペーン第七弾開始(4月12日まで)
- 2006年4月7日 - 超大型BOSSメイオウ実装
- 2006年4月14日 - Lv45職業専用装備第二弾を実装、ドミニオンのヘアカタログ実装
- 2006年4月21日 - パーティードロップシステム誕生、ペガサス、モーモー実装
- 2006年4月26日 - アキバ系SNS「Filn」内にECOタイアップコミュニティ設立、ぷるんちゃん誕生
- 2006年4月28日 - SAGA3第二弾ベースLv上限60→65、ジョブlv制限30→40、騎乗ペット実装
- 2006年5月19日 - SAGA3第三弾飛空庭システム実装
- 2006年5月26日 - インスタンスダンジョン第一弾、モモンガ、高Lv帯用クエスト実装
- 2006年6月1日 - エミル・クロニクル・オンライン ダイレクトをオープン
- 2006年6月9日 - SAGA3第四弾武具融合システム実装
- 2006年6月30日 - インスタンスダンジョン追加、憑依可能Lv差が20→30以内、ベースlv上限65→70に
- 2006年7月21日 - 「SAGA4：興国の風」二次職テクニカルジョブ、ジョブスイッチングシステム、モーグ、光の塔実装
- 2006年8月11日 - ECO外伝デルタサーガ連載開始(月刊少年ブラッド)、Tシャツブランド「MARS16」とのコラボレーション実施
- 2006年8月25日 - 新世紀エヴァンゲリオンとのコラボレーション実施、真夏の昼夜の夢実施(28日まで)
- 2006年9月4日 - 携帯電話向けサービスECO-i提供開始(ジー・モード)
- 2006年10月6日 - みんなで作ろうキャンペーン第八弾開始(31日まで)
- 2006年10月13日 - テクニカルジョブlv上限を40へ、テクニカル新スキル、Lv80防具、パッシング・エキスパンド実装
- 2006年11月3日 - おでかけECO♪「愛に生きます」第一回・大阪府なんば
- 2006年11月17日 - Lv75職業専用装備を両性別同時実装
- 2006年11月19日 - おでかけECO♪「愛に生きます」第二回・愛知県名古屋
- 2006年11月22日 - 新世紀エヴァンゲリオンとのコラボレーション企画第2弾実施
- 2006年12月1日 - 公認ネットカフェにライセンスサービス開始
- 2006年12月2日 - ECO祭開催
- 2006年12月8日 - 「SAGA5：創生と伝承の島」ベースLv上限80→85へ、二足歩行ロボ染色、ネコマタ茜、高Lv帯クエスト実装
- 2006年12月9日 - 正式サービス一周年記念アニバーサリーイベント開催(22日まで)
- 2006年12月22日 - SAGA5第二弾モンスタースタンプシステム実装
- 2007年1月17日 - Gravityを通じて韓国でクローズドβテスト開始
- 2007年1月26日 - エキスパートジョブlv上限が40→50へ、エキスパート新スキル追加
- 2007年2月23日 - 背負い魔・シールダー実装
- 2007年3月23日 - オープニングイベント実装
- 2007年4月20日 - ネットカフェ専用クエスト、天空のオープンカフェ、初心者向けストーリー「ゆめみのたびびと」実装
- 2007年4月23日 - iアプリでコラボレーション作品『えこえこマジカルドロップ』配信
- 2007年4月25日 - みんなで作ろうキャンペーン第九弾開始(5月18日まで)
- 2007年4月27日 - 背負い魔・ネコマタ杏、Lv85職業専用装備実装、ベースlv上限が85→90に、「BABY, THE STARS SHINE BRIGHT」とのコラボレーションを実施
- 2007年5月25日 - 第4サーバー「ジニア」オープン。「Production I.Gシアター」実装
- 2007年5月27日 - 「おでかけECO♪〜愛に生きます2007〜」第一回・北海道札幌市
- 2007年6月8日 - 結婚式プロデュース会社「LADIRB」とコラボレーション実施
- 2007年6月20日 - クロニクルイベント第一弾実装
- 2007年7月14日 - 「おでかけECO♪〜愛に生きます2007 In 福岡〜」開催
- 2007年7月20日 - 「SAGA6：新生の扉」 実装、二次テクニカル・エキスパートのスキル追加、ベースLv上限が90→95・二次テクニカルJOBLv上限が40→50に
- 2007年8月1日 - 「TRF」とのコラボレーションを実施
- 2007年8月10日 - 「ALICE and the PIRATES」とのコラボレーションを実施
- 2007年8月17日 - SAGA&第二弾ジョブジョイントシステム、新特殊職ブリーダー実装
- 2007年8月24日 - 「攻殻機動隊 S.A.C.」とのコラボレーションを実施
- 2007年8月31日 - 背負い魔・ネコマタ空、チャットルーム機能実装
- 2007年9月11日 - みんつく第11弾開始(21日まで)
- 2007年10月24日 - みんつく第11弾・決勝戦の投票開始(11月8日まで)
- 2007年10月26日 - 地下探索型イベント「エレキテル・ラボラトリー」実装
- 2007年11月9日 - LOGiNタイアップイベント「LOnG way iNto the home」実装
- 2007年11月22日 - クロニクルイベント第二弾実装、「エレキテル・ラボラトリー」第二弾実装
- 2007年12月2日 - ECO祭2007開催
- 2007年12月7日 - 「Saga7：遥かなる水の郷」 実装、ベースLv上限が95→99に。ゲストIDシステム実装。正式サービス開始二周年記念アニバーサリーイベント開催(27日まで)
- 2008年1月25日 - 背負い魔・ネコマタ胡桃・若菜実装
- 2008年2月29日 - H.E.ARTシステム実装
- 2008年3月14日 - 史上最強BOSSザ・ルーラー・オブ・タイタニア実装、グロリアスマント実装
- 2008年4月23日 - デコブログとコラボレーション実施(7月23日まで)
- 2008年5月1日 - 「Saga8：戦歌の大地」 実装、次元転生システム実装、PvP、PvPランキングシステム実装
- 2008年5月30日 - 背負い魔・ネコマタ新緑実装
- 2008年8月8日 - フィールドPvPシステム廃止、フィールドチャンプシステムへ移行
- 2008年8月21日 - ECOチューンナップ第一弾。スキル101種を調整
- 2008年8月22日 - 「ひぐらしのなく頃に」とのコラボレーションを実施
- 2008年9月5日 - 「都市攻防戦」実装 - プレテスト第一回
- 2008年9月13日 - 「都市攻防戦」 - プレテスト第二回
- 2008年9月20日 - 「都市攻防戦」正式実装
- 2008年9月26日 - 「ヤッターマン」とのコラボレーションを実施
- 2008年10月16日 - ハンゲームでのサービス開始
- 2008年11月14日 - 「都市攻防戦」 の最大参加人数の増加
- 2008年12月4日 - 「Saga9：悠久の楽園」 実装。LV99武器実装。正式サービス開始三周年記念アニバーサリーイベント開催
- 2009年5月28日 - アップデート・イリス。基本プレイ料を無料化、アイテム課金化へ移行。ベースLvを上限99→110へ拡張。「イリスカードシステム」実装
- 2009年7月15日 - 「北斗の拳」とのコラボレーションを実施
- 2009年9月15日 - 「アクエリアンエイジ」とのコラボレーションを実施
- 2009年10月15日 - 「HANGRY&ANGRY」とのコラボレーションを実施
- 2009年12月17日 - 「Saga10：偽りの神と機械の記憶」 実装。DEM種族実装。ドミニオン界のLVの上限が30→50へ拡張。
- 2010年3月12日 - 「しゅごキャラ!」とのコラボレーションを実施
- 2010年3月26日 - アップデート・プリムラ。システム案内役のプリムラ実装。一部職業のスキルを追加。都市攻防戦に新MAP「地下浄水施設」が追加。
- 2010年8月19日 - 「Saga11：覚醒の刻」 実装。上位転生三次職クロニクルジョブ、タイタニア世界、110武器パートナー化、DEMセットフォーム、潜在武具強化、エンシェントアーク実装。
- 2010年8月23日 - 「ハローキティといっしょ!」とのコラボレーションを実施
- 2010年11月19日 - 「Emily」とのコラボレーションを実施
- 2010年12月16日 - 「Saga12：蘇る鼓動と天空の守護者」 実装。飛空城実装、飛空城ブース実装、職業チャット実装、三次職クロニクルジョブ専用装備追加。
- 2011年4月14日 - 「Saga13：拓かれる大地」 実装。東アクロニア段丘・南ウテナ開拓地実装、新インターフェース実装、師弟システム実装、飛空城ファーム実装。
- 2011年6月24日 - 「ストライクウィッチーズ」とのコラボレーションを実施
- 2011年7月21日 - 「Saga14：深緑の扉」 実装。神託の風穴実装、釣りシステム実装。アイテムの重量・容量・回復量調整。ドミニオン世界新生。
- 2011年7月24日 - 「コミPo!」とのコラボレーションを実施
- 2011年9月22日 - 「魔法少女まどか☆マギカ」とのコラボレーションを実施
- 2011年11月24日 - 「Saga15：永遠の絆」 実装。ユニオンペットシステム実装。ウェストー開拓地・アクロニア丘陵実装。リサイクルシステム実装。
- 2012年3月1日 - Facebookアプリをクライアントとする『エミル・クロニクル・オンライン Light』サービスを開始
- 2012年5月31日 - 「Saga16：氷の女王の追憶」 実装。ノーザン地下実装。旅人のメモ、イリスカード シンプルセッティング実装。
- 2012年9月20日 - 「Saga17：太古の封印と無窮の檻」 実装。無限回廊下層、飛空庭2台目実装。無限回廊中層追加、騎士団演習リニューアル、めたもーバトル廃止。たまいれシステム実装。
- 2013年4月25日 - Webブラウザをクライアントとする『エミル・クロニクル・オンライン Light GG』サービスを開始
- 2013年8月22日 - 「SAGA18：錆色の蜃気楼」 第1弾 「赤蝕の古代都市」 実装。カーマインブリック、新モンスター、EXイリスカード第24弾実装。
- 2013年9月26日 - 「SAGA18：錆色の蜃気楼」 第2弾 「二重の秘術」 実装。デュアルジョブシステム、DExtension、憑依カタログ実装。
- 2013年11月21日 - 「SAGA18：錆色の蜃気楼」 第3弾 「地底の胎動」 実装。無限回廊 奈落階層、飛空城新パーツ実装。
- 2013年12月26日 - カーマイン砂漠のオアシスに釣り場、騎乗ペットの飛空庭への設置 実装。
- 2014年1月30日 - オートラン、髪型・モーションおぼえーるの試着 実装。キャラクター作成時の初期装備服が変更。 「ミニスカ宇宙海賊」とのコラボレーションを実施。
- 2014年2月27日 - 待機モーションの変更 実装。 アップタウン・ダウンタウン・各可動橋を視点開放MAP化。レシピ帳を大幅な機能拡張をした上で、1つのアイテムに統合。 BP系職業が生産スキル使用で経験値獲得。Facebookアプリをクライアントとする『エミル・クロニクル・オンライン Light』サービスを終了[7] ECO Light GGは継続。
- 2014年4月24日 - 「ミニスカ宇宙海賊」とのコラボレーション終了。「電波教師」とのコラボレーションを実施。
- 2014年7月24日 - 大型アップデート「パートナー」実装。チュートリアル完全リニューアル。ペットシステムに代わり、新しくパートナーシステムを導入。
- 2014年11月20日 - 大型アップデート「反撃の大地」実装。ドミニオン世界の首都攻防戦を新ルール導入でリニューアル。
- 2015年1月15日 - ハンゲーム公式サイトで「ECO」ハンゲームでのサービス提供を終了することを発表。
- 2015年4月16日 - ハンゲームでのサービス終了。
- 2015年5月28日 - 大型アップデート「絆の試練」実装。ミニゲーム「パートナープロテクト」を導入。
- 2015年8月22日 - 新シナリオ「アナザークロニクル・プロローグ」実装。
- 2015年9月17日 - 大型アップデート「アナザークロニクル〜もうひとつの物語〜」実装。エンシェントアークに新ダンジョン【EXキャプチャー】を追加。
- 2016年6月23日 - エクストラアップデート「君と歩く道」実装。ストーリーモード及び主要人物完全リニューアル。ユニットシステム実装。
- 2017年3月23日 - クロニクルアップデート「決戦 -破滅の黄風-」実装。ディメンション武器（LV99,LV100）入手緩和、神器武器（LV120）実装、称号実装。
- 2017年5月15日 - 「ECO」サービス終了を発表[8]。
- 2017年5月25日 - クロニクルアップデート「決戦 -つなぐ想い-」実装。ストーリーモード最終章追加。サービス終了に伴い一部のコンテンツ変更。
- 2017年6月22日 - 大感謝アップデート実装[6]。
- 2017年8月31日 - ゲームサービス終了[2]。
- 2017年9月1日 - 未使用ShopPoint、未使用アイテムチケットの移行/返金受付開始。
- 2017年9月30日 - 未使用ShopPointの移行/返金受付終了。
- 2017年10月31日 - ガンホーゲームズ内の公式SNSサービス終了。
- 2017年11月20日 - 未使用アイテムチケットの返金受付終了。
- 2017年11月21日 - 公式サイト閉鎖およびサポート終了。

## 大きく変更のあった企画
- 背中装備の全種族開放：背中に鞄や背負い魔を装備できることがエミル族の特色であり、開発チームの強いこだわりであったが、ユーザー側の要望が運営チームを押し通す形で一部が全種族に開放された。
- 視点開放MAPの実装：全てのMAPは見下ろし型での実装を予定し開発費もそのように組まれていたが、ユーザー側の空を見たい等といった強い要望から、ファーイースト以降は視点開放型で実装されるようになったが、一部のMAPは見下ろし型のまま新規実装されている （ファーイースト以前からあるMAPのデータを流用しているMAP等）。また、アップタウンとダウンタウンは、2014年中の視点開放MAP化が正式発表されている（他のファーイースト以前から有る見下ろし型MAPは不明）。
- アバターアイテムの充実：開発チームにアバター性を最たる特徴にする予定はなかったが、アバターアイテムの充実を望むユーザーの声が大きいことから現在の方向性に変化した。
- マーチャント系列テクニカルジョブの実装：マーチャント系列の二次職はエキスパートジョブ・トレーダーのみという仕様であったが、ユーザーの要望によってテクニカルジョブの実装がされることになった[9]。
- ストーリ性重視へのステップアップ：世界設定等は当初から存在していたが、何でも有な世界をかわいいキャラクターで自由に遊ぼうというスタンスで、メインストーリー的なものは特に実装する予定ではなかった。

しかし、物語を楽しみたいというユーザーの声が大きいことから、SAGA4で初期構想の実装を終えた後メインストーリー的な内容が実装されるようになった。
ストーリーの本格的な始動はSAGA6から。
- SAGA8から導入されたフィールドPvPが、無差別PKにつながるとして、多くのユーザーから激しい反発に合い、その後のユーザーカンファレンスで謝罪するという前代未聞の事態に陥ったため、システムの大幅改変を余儀なくされた。

その後のPvPは申請式となり、予定されていたアップデートが大幅に遅れる原因となった。
- 同じくSAGA8から導入されたドミニオン世界における次元転生システムおよびデスペナルティに関しても、ユーザーへのアンケートの結果廃止されることになり、Saga14実装の機会に廃止された。現在はドミニオン世界においてもエミル世界と同じレベルで遊ぶことができる。

## イメージキャラクター
トリオECOではブロッコリーがキャラクター開発を担当。
一般的なゲーム開発とは異なり、実際にプレイヤーが扱うキャラクターのグラフィックが完成した後にデザインされた。マスコットキャラクターのタイニー（ゲーム中ではタイニー・ゼロという名称）も、開発用の美術設定を元に羽々キロがアレンジデザインしたものである。
- ECOイメージキャラクター：初期のデザインはECOのキャラクター・装備デザインが元になっている。これらのイメージキャラクターはゲーム内にも実装されており、チュートリアルや季節イベント等で姿を見ることができる他、特別なエピソードイベントも用意されている。SAGAが進む（ゲームが成長する）ごとにゲーム内容を表現するイメージキャラクター達もイラスト上では成長を見せており、SAGA6からはデザイナーが変更されSAGA6では尾谷おさむ、SAGA7〜SAGA12ではProduction I.G（関川成人）、SAGA13からは雀葵蘭が担当している。また、ECOイメージキャラクターは種族イメージキャラクターを兼ねていたがSAGA7からは種族イメージキャラクターをぐーじんが別に担当し描いている。
  - エミル：エミル族の少年。茶色の髪と瞳をしている。
  - マーシャ：エミル族の少女。茶色の髪と瞳をしている。
  - タイタス：タイタニア族の少年。金色の髪をしている。
  - ティタ：タイタニア族の少女。金色の髪に青い瞳をしている。
  - ベリアル:ドミニオン族の少年。青色の髪に赤い瞳をしている。
  - ルルイエ：ドミニオン族の少女。赤紫色の髪に赤い瞳をしている。
- 職業イメージキャラクター：職業に与えられたスキル等のイメージからイラストレーターの自由なイメージで生み出されたキャラクター達であり、描かれた衣装をプレイヤーキャラクターの装備として実装することでゲーム内に反映されている。イメージイラストはテクニカルジョブ・ギャンブラーとジョイントジョブ・ブリーダーを除き片方の性別だけが描かれていた。SAGA7からは全ての職業イメージイラストをぐーじんが担当しており、こちらは全ての職業で両方の性別が描かれている。
  - 一次職：羽々キロデザイン。ECOの装備デザインをアレンジした衣装も描かれた。
  - 二次職エキスパート：羽々キロデザイン。戦闘メイドロボット・ダークナース等近年流行の萌え系に加え、ビキニ鎧の戦士等王道的衣装も描かれた。
  - 二次職テクニカル：羽々キロデザイン。一次職・二次職エキスパートに比べ衣装の細部まで凝ったデザインに描かれている。
  - ジョイントジョブ・ブリーダー：羽々キロデザイン（イメージイラストは2006年12月開催ECO祭限定公開）。
  - ジョイントジョブ・ガーデナー（庭師）：ぐーじんデザイン（2008年4月現在未発表）。

## テーマソング
ECOのテーマソングは、ECOイメージガール嘉陽愛子の「Hold on to love」。CD発売は2006年1月25日。「NEW ACCOUNT 30DAYSチケット」とゲーム内アイテム「幸運のクローバー」が同封されている。
嘉陽愛子によるECOプレイ日記では、ウァテスやスカウトを育成している様子が見られた。
ECOの宣伝の一つとして各音楽チャートランクイン(トップ10以内？)を目指すためのキャンペーンが行われることが決定している。
また、「SAGA6：新生の扉 〜Door of Neogenesis〜」のイメージソングにはTRFの「BOY MEETS GIRL '07〜Mysterious Island Remix〜」が起用された。オリジナルサウンドトラック第2弾「EMIL CHRONICLE ONLINE ORIGINAL SOUNDTRACK Vol.2」に収録する形で、2007年8月1日に発売となった。ゲーム内アイテム「スリーピーカー」（初回数量限定盤のみ）「ECO NEW ACCOUNT 30DAYSチケット」(新規アカウント用)が同封されている。

## 主なコラボ作品
当ゲームのアバター機能を利用した各種コラボレーションが組まれている。
- デ・ジ・キャラット：2006年3月18日（ゲーマーズで関連商品3,000円分の購入特典）
- ピザハット：2006年6月23日-7月30日
- BABY,THE STARS SHINE BRIGHT：2007年4月27日-8月10日
- 攻殻機動隊：2007年8月24日
- ひぐらしのなく頃に：2008年8月22日
- ヤッターマン：2008年9月26日
- 北斗の拳オンライン：2009年7月15日-8月3日
- HANGRY&ANGRY：2009年10月15日-2010年1月13日
- あそびにいくヨ!：2010年6月25日-2010年9月24日
- ハローキティといっしょ!：2010年8月23日-9月21日
- Emily：2010年11月19日-12月10日
- アクエリアンエイジ：2009年9月15日
- しゅごキャラ!：2010年3月12日-2010年6月11日
- ストライクウィッチーズ：2011年6月24日-7月22日
- コミPo!：2011年7月4日-2012年1月31日[11]
- 魔法少女まどか☆マギカ：2011年9月22日-12月26日（8月26日よりゲーマーズで先行販売）
- パズル&ドラゴンズ：2012年8月23日-9月20日（Ver.1）、2013年4月25日-5月23日（Ver.2）、2014年5月22日-8月21日（Ver.3）[12]（以降、毎年開催）
- ミニスカ宇宙海賊：2014年1月30日-2014年4月24日 (劇場版公開記念)[13]
- 電波教師：2014年4月24日-2014年7月31日
- ディバインゲート：2016年1月28日-2016年2月25日
- ケリ姫スイーツ：2016年2月25日-2016年3月
- 東亰ザナドゥ：2016年7月21日-2016年10月27日

## web番組

### ECO☆スタジオ（ECO放送局）
WEBテレビ「あっ!とおどろく放送局」で第二、第四木曜日19:00〜19:45に生放送される。第一、第三月曜日には再放送を行う。4月からは、第二、第四金曜日22:00〜22:45に変更する。
キャスティングには植田佳奈（2005年9月12日〜2006年3月27日）、松来未祐（2006年5月8日〜2007年12月24日）、原田ひとみ（2005年9月12日〜2008年6月27日）、竹内幸輔（2008年1月10日〜2008年6月27日）、ECO運営チームなどが登場する。2008年6月27日に放送終了。

### えこなまっ!
2011年7月19日から2012年12月25日までニコニコ生放送にて配信されていた動画番組。全10回。パーソナリティは原田ひとみ、竹内幸輔、桜川めぐ。

### えこはんなまっ!
2012年6月13日から12月28日までニコニコ生放送にて配信されていた動画番組。全8回。ECO運営チームが出演。

### アクロニア学院 ECO部 活動中!
2014年7月18日から12月26日までアニメイトTVにて毎週金曜日に配信された動画番組。パーソナリティは三上枝織、山下まみ。

### アクロニア学院 放送室
2015年4月3日から11月27日まで、ラジオ大阪にて毎週金曜日23:30-24:00に放送されていたラジオ番組。また、翌週月曜にはHiBiKi Radio StationとアニメイトTVで配信されている。パーソナリティはブリキングRX1・アルマ役の伊藤かな恵。
　ゲスト
　第1・2・7・8・13・14・19・20・25・26・30・35回 三上枝織
　第3・4・29回 東山奈央
　第5・6・17・18・21・22・25・26・31・32・35回 大久保瑠美
　第27・28・33・34・35回 中島由貴

## 漫画

### エミル・クロニクル・オンライン外伝 デルタサーガ
作画：津々巳あや
『月刊少年ブラッド』2006年9月号より11月号まで連載の後、同誌の休刊に伴い2007年1月にオープンしたウェブコミック誌『FlexComixブラッド』に移行して連載された。
ゲーム内の連動イベントの結果により、作品のストーリーを変化させるといった謳い文句である。
単行本はソフトバンククリエイティブ・フレックスコミックスより発売。
1. 2006年12月25日初版 ISBN 4797338822
2. 2007年06月25日初版 ISBN 978-4797342383
3. 2007年12月25日初版 ISBN 978-4797345735

### エミル・クロニクル・オンライン（コミック アース・スター）
作画：伊藤いづも、ストーリー協力：斉藤ゆうすけ、原作・原案：エミル・クロニクル・オンライン（ガンホー・オンライン・エンターテイメント）
『月刊コミック アース・スター』2014年9月号から同年12月号まで連載の後、同誌の休刊に伴い『コミック アース・スター』デジタル版に移行して連載された。
アーススター連載版は、謎の迷子少女エコを中心に、なんでもクエストカウンターの受付嬢（デス・アルマ）とアクロニア学院のアルマ・モンスターたちとの交流を描いた内容になっている。
2015年10月22日のアップデートにて主人公のエコ（エコ坊アルマ）がパートナーキャラとして扱えるようになった。
単行本はアース・スターコミックス（販売：泰文堂、発行：アース・スター エンターテイメント）より2015年12月12日発売（全1巻）。初回限定特典はアクロニア学院衣装（エコ坊アルマ専用）のアイテムコード付き。
1. 2015年12月12日初版 ISBN 978-4803007930

## 小説

### ECOねくと！ ～二次元嫁がやってきた！～
著：持田康之　挿絵：Capura.L。創芸社クリア文庫より2012年7月14日発売。
高校生の雲取コウは、ゲーム「ECO」をプレイしている最中にタイタニアの少女・ティティルと出会う。コウはティティルと共に、機械生命体と戦うプレイヤーを探す旅に出る。
2012年8月8日には、ブロッコリーよりドラマCDが発売されている。主要人物はティティルだが、CD版の登場人物は文庫版とは異なる。

### エミル・クロニクル・オンライン アクロニアメモリーズ
くしまちみなと作。
無料の電子書籍で、アクロニア出版にて2016年5月13日より配信。
ストーリーイベントに登場するサブキャラクターたちの交流のエピソードを描く、短編作品である。

## ECO-i
ジー・モードによる日本の携帯電話用のサービス（2007年9月現在NTTドコモ版のみ）。
中でも連動アプリは、ECO本編で特別なアイテムと交換できる「古びたコイン」が入手可能となっている。
- 連動アプリ（古びたコイン収集可能）
  - タイニーアドベンチャー（対応機種：FOMA900シリーズ、F702iD）
    - くまのぬいぐるみ型マリオネット「タイニー」が主人公のクエストクリア型フィールドアドベンチャー

  - 超絶合体エレキテル（対応機種：FOMA900シリーズ、F702iD）：キャラクターデザイン/かわすみ
    - 機械式マリオネット「エレキテル」にスポットを当てた一話完結型ミッション形式RPG。
- プチ連動アプリ（初回クリア時古びたコイン入手可能）
  - ECOピクチャーパズル（対応機種：FOMA900iシリーズ以上）
    - ECO本編のイラストレーター（神吉、雄一郎、加曽利りあら、かわすみ、卯花つかさ、藤井理乃、わしみゆーこ）のイラストを使用したスライドパズル

  - ネコたび―桃編―（対応機種：FOMA900/700シリーズ）：キャラクターデザイン/雄一郎
    - ネコマタ桃と旅をしながらコミュニケーションを深めていくライトノベル風ゲーム。三部作第一弾。

  - ネコたび―藍編―（対応機種：FOMA900/700シリーズ）：キャラクターデザイン/かつまれい
    - ネコマタ藍と旅をしながらコミュニケーションを深めていくライトノベル風ゲーム。三部作第二弾。

  - エレキテルと！ECO脳（対応機種：FOMA900iシリーズ以上）デザイン・イラスト/雄一郎
    - ECOキャラクターが多数登場する問題で「脳のトレーニング」をする
- ミニゲーム
  - インスマウスがサルバナナ？（対応機種：FOMA900/700シリーズ）
  - えこえこマジカルドロップ（対応機種：FOMA 90xシリーズ、703シリーズ、F702iD）：イラスト/雄一郎
  - おさんぽネコマタ（対応機種：FOMA900/700シリーズ）：イラスト：羽々キロ
  - マリオネットスリーセブン（対応機種：FOMA900/700シリーズ）
  - タイニーもサルバナナ？（対応機種：FOMA900/700シリーズ）
  - タイニーのハートフルソリティア（対応機種：FOMA900/700シリーズ）
  - ハートフルまーじゃん（対応機種：FOMA900/700シリーズ）：イラスト/かわすみ
  - ダンプティー・ピンボール（対応機種：FOMA900/700シリーズ）
  - レミアのタロット占い（対応機種：FOMA900/700シリーズ）
    - カードイラスト：加曾利りあら（愚者、魔術師、女饗教皇、女帝）、むきゅう☆（皇帝、法王、戦車、恋人）、皆村春樹（力、隠者、運命の輪、正義）、ノブヨシ侍（吊るされた男、死神、節制、悪魔）、ますやまけい（塔、星、月、太陽）、神吉（審判、世界）
- デジタルコンテンツ
  - 着メロ、待ち受け画面、デコメールなど

## 海外のECO
海外のECOはいずれも運営を中止している。
- 韓国タイトル「에밀 크로니클 온라인」
  - アイテム課金・基本無料。同時接続者数は予定の3000人より伸びず、事実上市場進入には失敗
    - 아이언사우스（アイオンサウス）サーバ（2007年5月31日-2010年11月3日）
    - 노던프롬나드（ノーザンプロムナード）サーバ（2007年5月31日-2010年11月3日）
- タイタイトル「Emil Chronicle Online」
  - バージョンは日本より1つ下。子供が主なユーザーであるが、大人のユーザーそこまで多いのかは不明。
    - Monjiyaki（文字焼き）サーバ（2007年9月14日-2011年9月14日）
    - Takoyaki（たこ焼き）サーバ（2007年9月14日-2011年9月14日）
- 香港タイトル「伊希歐之夢（ECOの夢）・埃米爾物語（エミルの物語）」
  - 「伊希歐之夢」は韓国サーバの設定を参照。そして禁書、飛空庭、ヘアカラーなど課金とする、必要経験値は大幅上昇する。過疎化によりサーバ合併へ。市場進入には失敗。
    - 春之祭（はるのまつり）サーバ（2008年5月29日-2009年5月8日）
    - 夏之祭（なつのまつり）サーバ（2008年5月29日-2009年5月8日）
    - 秋之祭（あきのまつり）サーバ（2009年5月8日-2011年5月19日）（春と夏サーバの合併）→月之祭
- 台湾タイトル「伊希歐之夢・埃米爾物語」
  - 2008年8月7日〜台湾で正式サービス開始。深刻な過疎化により2009年5月現在・複数のサーバを合併予定。市場進入には失敗。
    - 晴之祭（はれのまつり）サーバ（2008年7月31日-2009年5月7日）
    - 雨之祭（あめのまつり）サーバ（2008年7月31日-2009年5月7日）
    - 嵐之祭（あらしのまつり）サーバ（2008年7月31日-2009年5月7日）
    - 霧之祭（きりのまつり）サーバ（2008年7月31日-2009年5月7日）
    - 夢之祭（ゆめのまつり）サーバ（2009年5月7日-2011年5月19日）（晴・雨・嵐・霧四サーバの合併）
    - 月之祭（つきのまつり）サーバ（2011年5月19日-2013年7月4日）（秋と夢サーバの合併、これは香港・台湾サーバ合併）
    - 緋櫻（ひお）サーバ（2011年7月21日-2013年7月4日）（[香港・台湾]のタイトル「埃米爾物語」2011年7月21日、新サーバが正式サービス開始。今回の「埃米爾物語」サーバが日本サーバの設定を参照する。）
- シンガポールタイトル「Emil Chronicle Online」
  - サービス開始時期は2009年6月時点。サーバ自体はマレーシアと同一。
- マレーシアタイトル「Emil Chronicle Online」
  - サービス開始時期は2009年6月時点。2009年冬のSAGA5以降、アップデート及びバグ修正が行われないことに伴い過疎化、2010年8月25日公式サービス中断発表、9月27日サービス中断予定。根強いファンはインドネシア・サーバへ移動。
    - Acropolisサーバ（2009年9月30日-2010年9月27日）
- インドネシアタイトル「Emil Chronicle Online」
  - サービス開始時期は2009年6月時点
    - Sakuraサーバ（2009年8月27日-2011年9月8日）
    - Hikariサーバ （2009年12月10日-2011年9月8日）
    - Tomadachiサーバ（2011年9月8日-2012年7月5日）(桜と光サーバの合併)
    - Nozomiサーバ（2011年12月15日-2012年7月5日）(NEWサーバ)
    - Acroniaサーバ（2012年7月5日-2012年10月4日）(友達と望みサーバの合併)
- 中国タイトル「艾米爾編年史（エミルの編年史）」
  - 2007年1月17日第九城市（The 9th City）による運営が決定したものの、その後通明有限公司（ACCESS BRIGHT）の所属会社南京守望者（Watchman/找啊找遊戲（zazgame））により「艾米爾編年史」のタイトルで2011年1月10日オープンベータテスト開始予定。
    - 波斯菊（コスモス）サーバ（電信）（2011年1月12日-2011年1月27日）
    - 風信子（ヒヤシンス）サーバ（網通）（2011年1月12日-2011年1月27日）
    - 風信子（ヒヤシンス）サーバ（電信、网通）（2011年2月25日-2011年12月27日）（波斯菊サーバとの合併）
    - 四葉草（クローバー）サーバ（双線）（2011年10月18日-2013年4月8日）（NEWサーバ）

注：網通ラインは2012年4月-11月期間は止まったことがある。
- フィリピン
  - Level Up! Incが運営。2008年10月18日サービス開始と告知されたが、現在は不明。
- 北アメリカ
  - サービス開始時期は2009年6月時点で未定

## スタッフ
- トリオECO：エミルクロニクルオンライン制作委員会（2005年11月解散）、発表〜2007年3月までの計画
  - 木谷高明：ブロッコリー代表（2006年10月辞任）、タイトル原案
  - 森下一喜：ガンホー・オンライン・エンターテイメント代表、キャッチコピー「僕が君の盾になる。そして君が僕の・・・。」発案
  - 岡田信之：ヘッドロック代表、マリオネットシステム発案
- ガンホー・オンライン・エンターテイメント：管理、運営
  - 制作担当：関係各所と開発との連絡調整、資料作成、スケジュール調整、オリジナルイベント企画
    - 岩田容賢：岩田学部長・SAGA5以前は教授、コンテンツ開発部マネージャー、トリオECO間の連絡調整
    - 浅間達雄：浅間教授・SAGA5以前は助教授、岩田のサポート役を経て業務の引継ぎ、ネコマタ姉妹設定、タイニーアイランド・ダンプティーアイランド企画
    - 水落貴嗣：水落助教授（2007年2月〜）、季節イベント二〜三年目・LOnG way iNto the home等のギミック提案
    - 井出：井出研究員、MYSTERIOUS CARNATION・極東冒険探偵団企画

  - 宣伝担当：マーケティング、プロモーション、コラボレーション企画、マーチャン・ダイジング商品企画・販売、オフラインイベント企画・立案
    - 小島幸博：コジマル、企画グループマネージャー、北斗の拳ONLINEチームに移籍（プロデューサー）
    - 山本征幸：タイニー山本、タイニー着ぐるみの中身、キャラクターグッズ企画、イベント台本（〜2006年1月）、北斗の拳ONLINEチームに移籍（広報）
    - 佐野圭介：アーチン佐野
    - 平原智子：トミー平原（2007年〜）
    - 塩島百合：シナモンしおじー
    - 松田正紀：ローパーまっつん、宣伝番組プログラム・進行台本
- ヘッドロック：制作、開発
  - 濱田忠司：エミル・クロニクル・オンライン企画発案、企画、ゲームデザイン、世界設定、開発進行
  - 下郷藍子：企画、開発、開発部プランナー、イベント・アイテム設定、「激ラブ橋」命名
  - 岡崎彬子：アートデザイナー、背景、建物、基本プレイヤーキャラ、NPC、マリオネット、モンスター、小物、飛空庭等各種デザイン
- ブロッコリー：販売
  - 中田知弘：宣伝、広報室マネージャー、正式タイトル案
- 公式イラスト
  - Production I.G：メインビジュアル（saga7〜12）、イメージキャラクターデザイン（関川成人）、イメージイラスト
  - 羽々キロ：メインビジュアル（発表〜saga5）、イメージキャラクターデザイン、職業イメージキャラクターデザイン（Lv35・45・75職専用装備・ブリーダー専用装備デザイン）、種族・職業イメージイラスト、マリオネットイメージイラスト（タイニー・ダンプティーアレンジデザイン）、ネコマタ（藍・山吹・菫・茜）デザイン、ペットデザイン、特典アイテムデザイン、ビジュアルストーリーイラスト、ボア系モンスター発案
  - 尾谷おさむ：メインビジュアル（saga6）
  - ぐーじん：ECO瓦版、種族・職業イメージイラスト、職業イメージキャラクター・専用装備デザイン（庭師）、ねこたび山吹編キャラクターデザイン
  - 雄一郎：イメージイラスト、特典アイテムデザイン、漫画、ねこたび桃編キャラクターデザイン
  - かわすみ：イメージイラスト、特典アイテムデザイン、超絶合体エレキテルキャラクターデザイン、ネコマタ（杏・空・胡桃・若菜・新緑）デザイン
  - 加曾利りあら：イメージイラスト、ペットデザイン、特典アイテムデザイン、漫画、企画
  - 雀葵蘭：メインビジュアル（saga13〜）、イメージキャラクターデザイン（saga13〜）、イメージイラスト、ネコマタ（ミケ・トラ）デザイン
  - POP：イメージイラスト（2012年期ストーリーイベント）
  - 椎名悠人：イメージイラスト（2013年なんでもECO・ザ・ワールド、2015年～2016年期ストーリーイベント、ローディングイラスト）
  - アルマジロンT：衣装デザイン（ECOくじなど）、ストーリーイベント関連キャラクターデザイン（ロア、守護魔、アルマモンスター、神魔）、イメージイラスト（2017年ストーリーイベント）、ローディングイラスト（メインストーリー「決戦」）
- イメージソング
  - 嘉陽愛子（イメージガール兼任）：「Hold on to love」、「☆ HOME MADE STAR ☆〜嘉陽愛子のテーマ〜 」（〜saga5）
  - TRF：「BOY MEETS GIRL '07〜Mysterious Island Remix〜」（saga6のテーマ）
  - 石田耀子：「生命の樹」（運営7周年イメージソング）「INFINITY」（運営8周年イメージソング）「はじまる」（運営9周年イメージソング）
- ECO放送局（2007年12月終了）
  - 原田ひとみ：パーソナリティ
  - 松来未祐：パーソナリティ
- ECO☆スタジオ（2008年1月〜2008年6月27日）
  - 原田ひとみ:パーソナリティ
  - 竹内幸輔:パーソナリティ
- グラビティ：韓国ECO運営（2010年11月終了）、海外展開担当
- えこなまっ（2012年7月19日〜2012年12月25日）
- 原田ひとみ：パーソナリティ
- 竹内幸輔：パーソナリティ
- 桜川めぐ：パーソナリティ